# Каліакра (футбольний клуб)
ФК «Каліакра» (болг. ФК Калиакра) — болгарський футбольний клуб з міста Каварна. Домашні матчі команда проводить на стадіоні «Каварна», що вміщає близько 5000 глядачів.

## Історія
Спортивний клуб «Каліакра» був заснований в 1922 році за часів перебування цієї території у складі Румунії. Офіційними кольорами клубу з самого початку були обрані синій і білий. У 1923 році він був перейменований на «Венус», який наприкінці травня 1931 року припинив своє існування. 1934 року в чорноморському поселенні виник черговий спортивний клуб «Бізоне», який отримав назву давньогрецької колонії, що існувала на цих землях з V століття. Але в 1938 році цей клуб також припинив свою діяльність.
У 1940 році, після повернення Південної Добруджі до Болгарії, було засновано спортивний клуб «Добротич», який з 1943 року став називатись «Каліакра», що походить від мису Каліакра, який розташований неподалік від міста. Створений у 1945 році спортивний клуб «Спартак» в 1947 році був приєднаний до Товариства фізичної культури і спорту «Каліакра».
Після приходу комуністичної влади наприкінці 1949 року у місті було утворено кілька добровільних спортивних організацій, найвідомішою з яких стало «Червено знаме». У 1957 році вони об'єдналися, відновивши товариство фізичної культури і спорту «Каліакра».
Клуб провів більшу частину своєї історії на аматорському рівні, у 1980 році він вперше вийшов у другу за значимістю лігу Болгарії. У своїй першій кампанії в Групі Б «Каліакра» зуміла врятуватися від вильоту назад в третій дивізіон за підсумками сезону 1980/81, випередивши всього на одне очко «Чорноломець» з Попово. У наступному сезоні команда стала 14-ю, але в чемпіонаті 1982/83 роках «Каліакра» виграла всього 11 матчів і була понижена у класі.
Вона провела наступні 22 роки в третьому дивізіоні, поки вдруге у своїй історії не вийшла в Групу Б за підсумками сезону 2004/05. Свою першу кампанію після повернення (2005/06) клуб завершив на 10-му місці в лізі.
У сезоні 2007/08 «Каліакра» домоглася свого найкращого результату в Кубку Болгарії, вийшовши в півфінал турніру, де поступилася клубу «Черно море» з рахунком 1:3. По дорозі туди вона обіграла «Волов Шумен» (2:0), «Етир» (4:1), «Чавдар» (2:0) та пловдивський «Локомотив» (3:1). У чемпіонаті справи команди також складалися добре: вона посіла друге місце в Західній групі, що давало їй право зіграти у матчі за вихід у Групу А з «Міньором». Але 24 травня 2008 року «Каліакра» поступилася йому в серії пенальті, при цьому двічі ведучи в рахунку по ходу матчу.
У сезоні 2009/10 «Каліакра» знову вийшла у півфінал національного кубка, де програла в гостях у серії пенальті 0:3 «Чорноморцю» з Поморія після нічиєї 1:1 в основний і додатковий час. Через місяць клуб вперше у своїй історії домігся виходу в Групу А, вищий дивізіон країни, ставши переможцем Східної зони Групи Б.
У головній болгарській футбольній лізі «Каліакра» провела лише два сезони: у першому стала 12-ю, а в другому зайняла передостаннє місце із двома перемогами за сезон. Два роки по тому вона вилетіла і з Групи Б, завершивши тим самим свій 10-річний період перебування на професійному рівні.
Після банкрутства «Каліакри» у 2018 році клуб взяв ліцензію ФК «Левскі» із села Карапеліт та брав участь у північно-східній третій лізі під назвою «Каліакра Каварна — Левскі Карапеліт 1922». До початку сезону 2019/20 клуб змінив назву на ФК «Каліакра Каварна 1922», але у листопаді збанкрутував і припинив своє існування.

## Досягнення
- 12-е місце в чемпіонаті Болгарії (1): 2010/11.
- 1/2 фіналу Кубка Болгарії (2): 2007/08, 2009/10.